# Glaciar Robson
El Glaciar Robson es la fuente primaria  del corto Río Robson, uno de los afluentes del Río Fraser. Localizado en la frontera entre la Columbia Británica y Alberta, y con la Divisoria Continental al este del Lago Berg en el Parque provincial Monte Robson, en las Montañas Rocosas de Canadá. El glaciar alimenta de manera no oficial el llamado Lago Robson, que marca el inicio del Río Robson.